# 四フッ化ケイ素
四フッ化ケイ素（しフッかケイそ）は分子式がSiF4で表される化合物である。分子の形は正四面体であり、沸点と融点は4℃しか離れていない。1812年にデービー (John Davy)によって初めて合成された。

## 生成
SiF4はリン酸塩肥料の副生成物である。また、気体のフッ化水素HFとケイ酸塩との反応からも得られる。実験室ではBaSiF6固体を300℃以上に加熱して揮発性のSiF4とBaF2とに分解することで得られる。必要なBaSiF6はヘキサフルオロケイ酸H2SiF6の水溶液と塩化バリウムとから得られる。相当する量のGeF4を用いても同様にして得られる（ただし熱処理には700℃を要する）。

## 利用
揮発性が高く、マイクロ電子工学と有機合成化学においてわずかな利用例があるだけである。

## 産出
火山ガスは大量の四フッ化ケイ素を含み、産出量は1日あたり数トンに及ぶ。四フッ化ケイ素は部分的に加水分解されヘキサフルオロケイ酸を形成する。